# Mazeppa (Minnesota)
Mazeppa és una ciutat del Comtat de Wabasha (Minnesota, EUA) que segons el cens del 2000 tenia 778 habitants.

## Demografia
Segons el cens del 2000, Mazeppa tenia 778 habitants, 312 habitatges, i 214 famílies. La densitat de població era de 306,5 habitants per km².
Dels 312 habitatges en un 36,2% hi vivien nens de menys de 18 anys, en un 55,8% hi vivien parelles casades, en un 8,7% dones solteres, i en un 31,4% no eren unitats familiars. En el 28,5% dels habitatges hi vivien persones soles el 12,8% de les quals corresponia a persones de 65 anys o més que vivien soles. El nombre mitjà de persones vivint en cada habitatge era de 2,49 i el nombre mitjà de persones que vivien en cada família era de 3,06.
Per edats la població es repartia de la següent manera: un 29,2% tenia menys de 18 anys, un 7,6% entre 18 i 24, un 28,8% entre 25 i 44, un 20,2% de 45 a 60 i un 14,3% 65 anys o més.
L'edat mediana era de 36 anys. Per cada 100 dones de 18 o més anys hi havia 98,9 homes.
La renda mediana per habitatge era de 36.375 $ i la renda mediana per família de 46.250$. Els homes tenien una renda mediana de 30.208 $ mentre que les dones 21.607 $. La renda per capita de la població era de 17.509 $. Entorn del 5,7% de les famílies i el 7,4% de la població estaven per davall del llindar de pobresa.

## Poblacions properes
El següent diagrama mostra les poblacions més properes.